# Mili San Marco
Mili San Marco is een plaats (frazione) in de Italiaanse gemeente Messina.